# Philipe Lins
Luiz Philipe Lins Pimentel do Amaral (Natal, Río Grande del Norte, Brasil, 17 de agosto de 1985) es un artista marcial mixto brasileño, que compite en la división de peso pesado de Ultimate Fighting Championship. Ganó el torneo de peso pesado de Professional Fighters League de 2018.

## Carrera en las artes marciales mixtas

### Carrera temprana
Lins hizo su debut profesional en las MMA en agosto de 2005. Durante los primeros ocho años de su carrera luchó exclusivamente en su Brasil natal, aunque se tomó un largo descanso de la competición de MMA de 2006 a 2011. Permaneció invicto durante su estancia en Brasil, con un récord de siete victorias y ninguna derrota.
Antes de firmar con Bellator, Lins fue clasificado por el sitio de noticias de MMA Bloody Elbow como el segundo mejor prospecto de peso pesado ligero en 2012.

### Bellator MMA
Lins hizo su debut en Norteamérica y en Bellator MMA en abril de 2014 en Bellator 116. Se enfrentó a Travis Clark y ganó por sumisión en el primer asalto.
En el verano de 2014, Lins fue anunciado como participante en el Torneo de Peso Semipesado de Bellator. Se enfrentó a Austin Heidlage en los cuartos de final de apertura en Bellator 121 y ganó por sumisión en el primer asalto. Se enfrentó a Kelly Anundson en las semifinales y perdió por una lesión de rodilla.
Se esperaba que Lins regresara contra Francis Carmont en Bellator MMA & Glory: Dynamite 1 el 19 de septiembre de 2015, sin embargo se retiró del combate por enfermedad.
Lins se enfrentó a Guilherme Viana en Bellator 159 el 23 de julio de 2016. Ganó el combate por TKO en el segundo asalto.
Lins se enfrentó a Kleber Silva en Bellator 168 el 10 de diciembre de 2016. Perdió el combate por TKO en el segundo asalto.
Lins se enfrentó a Vadim Nemkov en Bellator 182 el 25 de agosto de 2017. Perdió el combate por nocaut en el primer asalto.
El 20 de febrero de 2018 se anunció que Bellator había liberado a Lins de la promoción.

### Professional Fighters League
En el otoño de 2018, Lins entró en el torneo de peso pesado de la PFL. En la PFL 8, el 5 de octubre de 2018, derrotó a Caio Alencar por sumisión en la ronda de cuartos de final y luego derrotó a Jared Rosholt por TKO en la semifinal. Lins se enfrentó a Josh Copeland en la final de la PFL 11 el 31 de diciembre de 2018. Ganó el combate por nocaut técnico en el cuarto asalto para ganar el Torneo de Peso Pesado de PFL y obtener el premio de 1 millón de dólares en efectivo.
Se esperaba que Lins defendiera su campeonato en la segunda temporada de PFL, pero tuvo que retirarse de toda la temporada debido a una lesión.

### Ultimate Fighting Championship
Lins estaba programado para hacer su debut en la UFC contra el ex Campeón de Peso Pesado de la UFC, Andrei Arlovski el 2 de mayo de 2020 en UFC Fight Night: Hermansson vs. Weidman. Sin embargo, el 9 de abril, el presidente de la UFC, Dana White, anunció que este evento fue pospuesto y reprogramado para el 13 de mayo de 2020 en UFC Fight Night: Smith vs. Teixeira. Perdió el combate por decisión unánime.
Lins se enfrentó a Tanner Boser el 27 de junio de 2020 en UFC on ESPN: Poirier vs. Hooker. Perdió el combate por nocaut en el primer asalto.
Lins estaba programado para enfrentarse a Don'Tale Mayes el 7 de noviembre de 2020 en UFC on ESPN: Santos vs. Teixeira. Sin embargo, el 14 de octubre se anunció que Lins tenía una lesión de rodilla y se retiró del evento. Ahora se espera que Mayes se enfrente a Roque Martinez en este evento.
Lins estaba programado para enfrentarse a Ben Rothwell el 13 de marzo de 2021 en UFC Fight Night: Edwards vs. Muhammad. Sin embargo, durante la semana previa al evento el combate fue retirado de la tarjeta por razones no reveladas. El emparejamiento se mantuvo intacto y el combate fue reprogramado el 8 de mayo de 2021 en UFC on ESPN: Rodriguez vs. Waterson. Mientras que Rothwell hizo el peso sin problemas, Lins no se presentó al pesaje y se retiró del combate debido a una enfermedad. El combate fue reprogramado nuevamente para el 22 de mayo de 2021 en UFC Fight Night: Font vs. Garbrandt. Sin embargo, una vez más, Lins fue retirado del evento por razones no reveladas y fue sustituido por el recién llegado Askhar Mozharov.
Lins está programado para enfrentarse a Ovince Saint Preux el 13 de noviembre de 2021 en UFC Fight Night: Holloway vs. Rodríguez. Sin embargo, Saint Preux se retiró de la pelea por razones no reveladas y la pelea fue cancelada.
Lins estaba programado para enfrentar a Azamat Murzakanov el 4 de diciembre de 2021 en UFC en ESPN 31.[Sin embargo, Lins se retiró del evento por razones no reveladas y fue reemplazado por Jared Vanderaa.
Lins se enfrentó a Marcin Prachnio el 23 de abril de 2022 en UFC Fight Night 205. Ganó la pelea por decisión unánime.
Lins estaba programado para enfrentar a Maxim Grishin el 1 de octubre de 2022 en UFC Fight Night 211. A pesar de que ambos hombres pesaron con éxito, la pelea se canceló mientras el evento estaba en curso debido a un problema médico no revelado.
Lins estaba programado para enfrentar a Ovince Saint Preux , reemplazando a Alexander Gustafsson , el 10 de diciembre de 2022 en UFC 282. Sin embargo, Lins posteriormente se retiró de la pelea debido a una razón no revelada.
El combate entre Lins y Ovince Saint Preux fue reprogramado para el 18 de febrero de 2023 en UFC Fight Night 219. Ganó la pelea por nocaut en el primer asalto.
Lins se enfrentó a Maxim Grishin el 3 de junio de 2023 en UFC on ESPN 46. Ganó la pelea por decisión unánime.
Lins estaba programado para enfrentar a Ion Cuțelaba el 7 de octubre de 2023 en UFC Fight Night 229. Sin embargo, la pelea fue cancelada el día del evento por razones desconocidas.
Lins se enfrentó a Ion Cuțelaba el 9 de marzo de 2024 en UFC 299. Ganó por decisión unánime.
Lins fue liberado de su contrato con UFC el 21 de marzo de 2024.

### Global Fight League
El 11 de diciembre de 2024, se anunció que Lins firmó con Global Fight League (GFL).

## Campeonatos y logros
- Professional Fighters League
  - Campeón del Torneo de Peso Pesado de 2018

## Récord en artes marciales mixtas
| Resultado | Récord | Oponente                        | Método                                     | Evento                                   | Fecha                   | Ronda | Tiempo | Localización            | Notas                                                                          |
| --------- | ------ | ------------------------------- | ------------------------------------------ | ---------------------------------------- | ----------------------- | ----- | ------ | ----------------------- | ------------------------------------------------------------------------------ |
| Victoria  | 18-5   | Ion Cuțelaba                    | Decisión (unánime)                         | UFC 299                                  | 9 de marzo de 2024      | 3     | 5:00   | Miami, Florida          |                                                                                |
| Victoria  | 17-5   | Maxim Grishin                   | Decisión (unánime)                         | UFC on ESPN: Kara-France vs. Albazi      | 3 de junio de 2023      | 3     | 5:00   | Las Vegas, Nevada       |                                                                                |
| Victoria  | 16-5   | Ovince Saint Preux              | KO (golpes)                                | UFC Fight Night: Andrade vs. Blanchfield | 18 de febrero de 2023   | 1     | 0:49   | Las Vegas, Nevada       |                                                                                |
| Victoria  | 15-5   | Marcin Prachnio                 | Decisión (unánime)                         | UFC Fight Night: Lemos vs. Andrade       | 23 de abril de 2022     | 3     | 5:00   | Las Vegas, Nevada       | Regresó a peso semipesado                                                      |
| Derrota   | 14-5   | Tanner Boser                    | KO (puñetazos)                             | UFC on ESPN: Poirier vs. Hooker          | 27 de junio de 2020     | 1     | 2:41   | Las Vegas, Nevada       |                                                                                |
| Derrota   | 14-4   | Andrei Arlovski                 | Decisión (unánime)                         | UFC Fight Night: Smith vs. Teixeira      | 13 de mayo de 2020      | 3     | 5:00   | Jacksonville, Florida   |                                                                                |
| Victoria  | 14-3   | Josh Copeland                   | TKO (rodillazos y puñetazos)               | PFL 11                                   | 31 de diciembre de 2018 | 4     | 0:30   | Nueva York              | Ganó el torneo de peso pesado de PFL 2018.                                     |
| Victoria  | 13-3   | Jared Rosholt                   | TKO (puñetazos)                            | PFL 8                                    | 5 de octubre de 2018    | 2     | 0:45   | Nueva Orleans, Luisiana | Semifinal del torneo de peso pesado de PFL.                                    |
| Victoria  | 12-3   | Caio Alencar                    | Sumisión (estrangulamiento por guillotina) | PFL 8                                    | 5 de octubre de 2018    | 1     | 0:58   | Nueva Orleans, Luisiana | Cuartos de final del torneo de peso pesado de PFL.                             |
| Victoria  | 11-3   | Alex Nicholson                  | TKO (puñetazos)                            | PFL 4                                    | 19 de julio de 2018     | 2     | 3:39   | Uniondale, Nueva York   | Debut en el peso pesado.                                                       |
| Derrota   | 10-3   | Vadim Nemkov                    | KO (puñetazos)                             | Bellator 182                             | 25 de agosto de 2017    | 1     | 3:03   | Verona, Nueva York      |                                                                                |
| Derrota   | 10-2   | Kleber Silva                    | TKO (puñetazos)                            | Bellator 168                             | 10 de diciembre de 2016 | 2     | 3:42   | Florencia               |                                                                                |
| Victoria  | 10-1   | Guilherme Viana                 | TKO (puñetazos)                            | Bellator 159                             | 23 de julio de 2016     | 2     | 1:13   | Mulvane, Kansas         |                                                                                |
| Derrota   | 9-1    | Kelly Anundson                  | TKO (lesión en la rodilla)                 | Bellator 122                             | 25 de julio de 2014     | 1     | 1:40   | Temecula, California    | Semifinal del torneo de peso semipesado de Bellator Summer Series 2014.        |
| Victoria  | 9-0    | Austen Heidlage                 | Sumisión (estrangulamiento por detrás)     | Bellator 121                             | 6 de junio de 2014      | 1     | 2:45   | Thackerville, Oklahoma  | Cuartos de final del torneo de peso semipesado de Bellator Summer Series 2014. |
| Victoria  | 8-0    | Travis Clark                    | Sumisión (estrangulamiento por detrás)     | Bellator 116                             | 11 de abril de 2014     | 1     | 0:40   | Temecula, California    |                                                                                |
| Victoria  | 7-0    | Armando Sixel                   | TKO (puñetazos)                            | Bitetti Combat 18                        | 31 de octubre de 2013   | 2     | 3:30   | Río de Janeiro          |                                                                                |
| Victoria  | 6-0    | Ubiratan Lima                   | Decisión (unánime)                         | Bitetti Combat 17                        | 6 de septiembre de 2013 | 3     | 5:00   | Río de Janeiro          |                                                                                |
| Victoria  | 5-0    | Daniel Alexandre Freitas Bonfim | KO (puñetazos)                             | Rockstrike MMA 1                         | 9 de julio de 2011      | 1     | 4:40   | Brasilia                |                                                                                |
| Victoria  | 4-0    | Antonio Mendes                  | Decisión (unánime)                         | Nordeste Combat Championship             | 6 de septiembre de 2006 | 3     | 5:00   | Natal                   |                                                                                |
| Victoria  | 3-0    | Anderson Cruz                   | Sumisión (estrangulamiento por triángulo)  | Tremons Fight 2                          | 21 de enero de 2006     | 1     | 2:13   | João Câmara             |                                                                                |
| Victoria  | 2-0    | Antonio Mendes                  | KO (puñetazos)                             | Bad Boy: Vale Tudo Open                  | 8 de diciembre de 2005  | 2     | N/A    | Fortaleza               |                                                                                |
| Victoria  | 1-0    | Maurilio de Souza da Silva      | TKO (puñetazos)                            | Mossoró Fight                            | 26 de agosto de 2005    | 2     | 1:05   | Mossoró                 | Debut en el peso semipesado.                                                   |